# Szudán az 1968. évi nyári olimpiai játékokon
Szudán a mexikói Mexikóvárosban megrendezett 1968. évi nyári olimpiai játékok egyik részt vevő nemzete volt. Az országot az olimpián 2 sportágban 5 sportoló képviselte, akik érmet nem szereztek.

## Atlétika
Férfi
| Versenyző       | Versenyszám | Előfutam | Előfutam | Előfutam | Negyeddöntő | Negyeddöntő | Negyeddöntő | Elődöntő | Elődöntő | Elődöntő | Döntő   | Döntő    |
| Versenyző       | Versenyszám | Idő      | Hely.    | Össz.    | Idő         | Hely.       | Össz.       | Idő      | Hely.    | Össz.    | Idő     | Helyezés |
| --------------- | ----------- | -------- | -------- | -------- | ----------- | ----------- | ----------- | -------- | -------- | -------- | ------- | -------- |
| Morgan Gesmalla | 100 m       | 11,09    | 8.       | 62.      | kiesett     | kiesett     | kiesett     | kiesett  | kiesett  | kiesett  | kiesett | kiesett  |
| Morgan Gesmalla | 200 m       | 22,70    | 7.       | 46.      | kiesett     | kiesett     | kiesett     | kiesett  | kiesett  | kiesett  | kiesett | kiesett  |
| Angelo Hussein  | 400 m       | 47,80    | 5.       | 44.      | kiesett     | kiesett     | kiesett     | kiesett  | kiesett  | kiesett  | kiesett | kiesett  |
| Angelo Hussein  | 800 m       | 1:53,43  | 6.       | 36.      |             |             |             | kiesett  | kiesett  | kiesett  | kiesett | kiesett  |

## Ökölvívás
| Versenyző         | Versenyszám   | Selejtező                 | 32-es főtábla              | Nyolcaddöntő      | Negyeddöntő       | Elődöntő          | Döntő             | Helyezés |
| Versenyző         | Versenyszám   | Ellenfél Eredmény         | Ellenfél Eredmény          | Ellenfél Eredmény | Ellenfél Eredmény | Ellenfél Eredmény | Ellenfél Eredmény | Helyezés |
| ----------------- | ------------- | ------------------------- | -------------------------- | ----------------- | ----------------- | ----------------- | ----------------- | -------- |
| Hwad Abdel Hamid  | Pehelysúly    |                           | Antonio Roldán (MEX) · 0-5 | kiesett           | kiesett           | kiesett           | kiesett           | 17.      |
| Sayed Abdel Gadir | Könnyűsúly    | Eugenio Febus (PUR) · 5-0 | Pedro Agüero (ARG) · 0-5   | kiesett           | kiesett           | kiesett           | kiesett           | 17.      |
| Abdel Salih       | Nagyváltósúly |                           | Prince Amartey (GHA) · 1-4 | kiesett           | kiesett           | kiesett           | kiesett           | 17.      |